# Miquel Vidal
Miquel Vidal (Reus, segle xvi) va ser un espaser català.
La seva professió d'espaser el va fer conegut a Catalunya, i la seva obra era justament preada pels cavallers de la noblesa. Es va distingir per la qualitat en l'afilament de la fulla i el treball en metall de la muntura i la guarda que protegia la mà, i pels gravats dels blasons dels nobles que incloïa al l'extrem de la guarnició de l'espasa. Era d'una família d'espasers, i el seu parent Antoni Joan Vidal també estava instal·lat a Reus amb la mateixa professió al segle xvi. Va ajudar a Miquel Vidal en el sosteniment de la capella de Betlem amb aportacions econòmiques.

## La Capella de Betlem i la imatge de la Mare de Déu de Misericòrdia
Salvador Vilaseca explica que cap al 1530 hi va haver una greu epidèmia de pesta a Reus, i molts ciutadans van marxar de la vila. Miquel Vidal va anar a residir a un mas que tenia a l'Aljub, una zona de la Partida de Porpres que en aquell moment depenia del Territori de Tarragona i de l'església de Reus. Allà Vidal va fer testament, que es conserva i és citat resumit per Bofarull, on fa constar que després de mort s'havia de construir en la seva pròpia casa una capella dedicada a la Nativitat de Jesús, i llegà la mateixa casa i bona part dels seus béns per a la seva erecció i decoració. Miquel Vidal devia morir aquell 1530, perquè els seus marmessors van començar el mes de setembre d'aquell any la construcció de la capella, ben aviat coneguda popularment com a Capella de Betlem. Saldoni Vilà diu que com que l'església vella (l'antiga església romànica que s'estava desmuntant per a construir la Prioral de Sant Pere, en obres en aquell moment) no reunia prous condicions per celebrar dignament el culte, es va habilitar la Capella de Betlem com a parròquia interina i es va traslladar a la nova capella del carrer de Monterols la imatge de la Verge anomenada dels Set Goigs, que era venerada al temple medieval, i el retaule de la verge que pintà Mateu Ortoneda el 1423. Vilaseca diu que aquesta imatge, que més tard va ser la de la Mare de Déu de Misericòrdia, no podia ser la principal del temple primitiu o de Santa Maria, ja que semblava de data més recent, de mitjans del segle xv. La imatge va ser destruïda el 1936 quan es va cremar l'ermita de Misericòrdia. La imatge de la Verge dels Set Goigs va ser restaurada pel mateix Ortoneda el 1418, any en què també va pintar un retaule per l'església de l'Antic Hospital. Però el retaule de la nova Capella de Betlem era obra del pintor reusenc Jaume Segarra, a qui li van encarregar els marmessors de Miquel Vidal l'any 1531. La Capella de Betlem va ser aviat afavorida per donatius i deixes de molts devots. També s'hi van fer celebracions, sobretot quan l'estat sanitari de Reus era bo, i en les diades en què l'església dedica a la Verge. Es feien esbargiments populars i de carrer o hi prenien part joglars i danses. Josep Rius, que era lector a la parròquia de Sant Francesc, explica que la capella de Betlem va ser molt freqüentada pels fidels, especialment per les dones que havien parit i per les acabades de casar, per demanar i agrair la misericòrdia de la Verge. A les acaballes del segle xvi la pesta va envair novament Catalunya, i també Reus. Segons la tradició, el 25 de setembre de 1592, mentre l'epidèmia feia estralls entre la població reusenca, la Verge es va aparèixer a una pastoreta, Isabel Besora, prop del torrent de l'Escorial, no lluny de la Creu dels Corbs. La vila es va alliberar de la pesta per les indicacions de la noia, transmeses, segons ella, per la Verge, que tenia la mateixa forma corpòria que la imatge de la Capella de Betlem. En acció de gràcies el Consell dels Jurats de Reus va acordar bastir l'ermita de Misericòrdia i traslladar al nou santuari la Verge de Betlem o dels Set Goigs, que s'anomenà des d'aquell moment de Misericòrdia. També s'hi va portar el retaule de la Nativitat de Jaume Segarra. Saldoni Vilà diu que el trasllat es va fer el 2 de febrer de 1602. Mentrestant, la Capella de Betlem va quedar abandonada i el 1611 Joan Estelrich, bisbe de gràcia (auxiliar) i Visitador del Bisbat manà als Jurats que la venguessin, ja que estava profanada i que del que se'n tragués, es fessin dir 40 misses per l'ànima de Miquel Vidal.